# Richard Berry
Richard Berry, (Paris, 31 de julho de 1950) é uma ator, diretor e roteirista francês. Começou no teatro aos dezesseis anos, posteriormente ingressando no Conservatoire National Supérieur d'Art Dramatique. Já atuou em cerca de 100 filmes desde 1972, quando participou do longa francês Absences Répétées, do diretor Guy Gilles.

## Filmografia selecionada
- Absences Répétées (1972)
- La Gifle (1974)
- Mon Premier Amour (1978)
- La Balance (1982)
- Une Chambre en Ville (1982)
- La Garce (1984)
- Lune de Miel (1985)
- Un homme et une femme : Vingt ans déjà (1986)
- Seobe (1988)
- L'entraînement du Champion Avant la Course (1991)
- Shadows of the Past (1991)
- Le Grand Pardon II (1992)
- 588 rue Paradis (1992)
- Le Joueur de Violon (1994)
- L'Appât (1995)
- Pédale Douce (1996)
- Quasimodo D'el Paris (1999)
- 15 Août (2001)
- Ah! Si J'étais Riche (2002)
- Tais-toi! (2003)
- L'emmerdeur (2008)
- Les Insoumis (2008)
- Lanester (2014)

## Como diretor
- Préservatif, Une Preuve d'Amour (1994)
- L'Art (délicat) de la séduction (2000)
- Moi César, 10 ans ½, 1m39 (2003)
- La Boîte Noire (2005)
- L'Immortel (2010)